# Sejm (flod)
Sejm (russisk og ukrainsk: Сейм, tr. Sejm) er en flod i Belgorod og Kursk oblast i Rusland og i Sumy og Tjernihiv oblast i Ukraine. Sejm er ifølge Den Store Sovjetiske Encyklopædi 748 km lang, med et afvandingsareal på 27.500 km². Den er floden Desnas største biflod.
Sejms kilder er ifølge Den Store Sovjetiske Encyklopædi i Belgorod oblast i den sydlige del af det centralrussiske plateau vest for Gubkin, fra kilden løber Sejm mod vest over Kursk til Sosnytsja i Tjernihiv oblast, Ukraine, hvor den udmunder i Desna. Den nedre del af den Seim flyder gennem Dneprlavlandet

## Sejms længde
I forskellige kilder er der uenighed om længden af Sejm. Den Store Sovjetiske Encyklopædi opgiver 748 km, med kilde nær Gubkin i Belgorod oblast mens Ruslands Geografisk Institut opgiver længden til 717 km, med udspring ved sammenløbet af to bække nær landsbyen Strokino. De øverste 36 km i Belgorod oblast er kun vandførende ved omfattende nedbør, og regnes således ikke med af det geografiske institut. I Brockhaus og Efron encyklopædiske ordbog opgives Sejm til at være 600 verst lang svarende til ca. 640 km.

## Bifloder
Sejm har et stort antal bifloder, heraf tre længere end 100 km: Tuskar (108 km) i Kursk oblast, Kléven (133 km) i Sumy oblast og Svapa (197 km) i Kursk og Orjol oblast. Der ud over syv bifloder der er mellem 51 og 100 km lange blandt andet: Sejmitsa (52 km, Kursk oblast), Ézutj (54 km, Sumy oblast), Prutisjtje (55 km, Kursk oblast), Snagost (59 km, Kursk oblast), Polnaja (59 km, Kursk oblast), Vir (62 km, Sumy oblast), Donetskaja Sejmitsa (71 km, Kursk oblast) og Reut (88 km, Kursk oblast). 

## Kommercielt brug af Sejm
I sovjettiden blev floden benyttet til passagertrafik mellem Lgov (Kursk oblast) og Glusjkovo (Kursk oblast).
Befolkningstætheden langs Sejm er ganske høj. Vandet anvendes til vandforsyning og kunstvanding vand. Der er oprettet flere vandbeskyttelses zoner. På bredden er der talrige pensionater, moteller og ferieområder og sandstrande. Flodområdet benyttes til jagt, fiskeri og turisme. Der er planer om oprettelse af turistsejlads fra Kursk til udmundingen.
Ved bredden af Sejm ligger Kursk-atomkraftværket, der er samme type som Tjernobyl-atomkraftværket, ca. 40 km vest for byen Kursk.

### Byer ved Sejm
(over 5.000 indbyggere)
| Rusland: - Kursk (431.171, Kursk oblast) - Lgov (20.246, Kursk oblast) - Imeni Karla Libknekhta (7.816, Kursk oblast) - Rylskl (16.163, Kursk oblast) | Ukraine: - Putyvl (16.361, Sumy oblast) - Sosnytsja (7.695, Tjernihiv oblast) |